# دبلیو. راجر وب
دبلیو. راجر وب (انگلیسی: W. Roger Webb؛ زادهٔ ۲۸ آوریل ۱۹۴۱) یک سیاست‌مدار است.